# Đầm Hà
Đầm Hà là một huyện ven biển thuộc tỉnh Quảng Ninh, Việt Nam.

## Địa lý
Huyện Đầm Hà nằm ở phía đông bắc tỉnh Quảng Ninh, có vị trí địa lý:
- Phía đông và phía bắc giáp huyện Hải Hà
- Phía tây giáp huyện Tiên Yên và huyện Bình Liêu
- Phía nam giáp vùng biển thuộc huyện Vân Đồn.

Huyện Đầm Hà có diện tích 414,36 km², dân số năm 2019 là 47.060 người, mật độ dân số đạt 114 người/km².

## Hành chính
Huyện Đầm Hà có 9 đơn vị hành chính cấp xã trực thuộc, bao gồm thị trấn Đầm Hà (huyện lỵ) và 8 xã: Đại Bình, Đầm Hà, Dực Yên, Quảng An, Quảng Lâm, Quảng Tân, Tân Bình, Tân Lập.

## Lịch sử
Huyện Đầm Hà được thành lập vào ngày 28 tháng 1 năm 1946, khi đó thuộc tỉnh Hải Ninh cũ.
Tháng 10 năm 1963, tỉnh Hải Ninh sáp nhập với khu Hồng Quảng thành tỉnh Quảng Ninh, huyện Đầm Hà thuộc tỉnh Quảng Ninh, bao gồm thị trấn Đầm Hà và 9 xã: Dực Yên, Đại Bình, Đầm Hà, Đầm Hà Động, Mộc Bài, Nà Pá, Thanh Y, Tân Bình, Tân Lập.
Ngày 4 tháng 6 năm 1969, huyện Đầm Hà sáp nhập với huyện Hà Cối thành huyện Quảng Hà.
Ngày 16 tháng 1 năm 1979, Hội đồng Chính phủ ban hành Quyết định 17-CP. Theo đó:
- Đổi tên xã Mộc Bài thành xã Quảng Tân
- Đổi tên xã Nà Pá thành xã Quảng An
- Đổi tên xã Thanh Y thành xã Quảng Lâm
- Đổi tên xã Đầm Hà Động thành xã Quảng Lợi.

Ngày 10 tháng 9 năm 1981, sáp nhập thị trấn Đầm Hà và một phần xã Tân Lập vào xã Đầm Hà, sáp nhập phần còn lại của xã Tân Lập vào xã Đại Bình.
Ngày 28 tháng 5 năm 1991, tái lập thị trấn Đầm Hà.
Ngày 29 tháng 8 năm 2001, Chính phủ ban hành Nghị định 59/2001/NĐ-CP. Theo đó, chia huyện Quảng Hà thành hai huyện Hải Hà và Đầm Hà.
Khi vừa tái lập, huyện Đầm Hà có thị trấn Đầm Hà và 8 xã: Đại Bình, Đầm Hà, Dực Yên, Quảng An, Quảng Lâm, Quảng Lợi, Quảng Tân, Tân Bình.
Ngày 12 tháng 6 năm 2006, Chính phủ ban hành Nghị định số 58/2006/NĐ-CP. Theo đó:
- Tái lập xã Tân Lập trên cơ sở điều chỉnh một phần diện tích và dân số của các xã Đại Bình và Đầm Hà
- Điều chỉnh địa giới hành chinh các xã Đầm Hà, Quảng Tân và Tân Bình để mở rộng thị trấn Đầm Hà.

Ngày 1 tháng 1 năm 2020, sáp nhập xã Quảng Lợi vào xã Quảng Tân.
Huyện Đầm Hà có 1 thị trấn và 8 xã như hiện nay.

## Kinh tế

### Hồ chứa nước Đầm Hà Động
Công trình thủy lợi hồ chứa nước Đầm Hà Động tại xã Quảng Lợi, được khởi công xây dựng ngày 12/4/2006 với tổng số vốn đầu tư trên 500 tỷ đồng, từ nguồn vốn trái phiếu Chính phủ và vốn ngân sách địa phương. Đến tháng 12/2011, công trình được hoàn thành.
Nằm trên sông Đầm Hà, hồ Đầm Hà Động có nhiệm vụ cung cấp nước tưới cho gần 3.500ha đất canh tác, tạo nguồn cấp nước sinh hoạt cho 29.000 người, ngăn lũ, cải tạo khí hậu vùng.
Ngày 29 tháng 10 năm 2014, tại huyện Đầm Hà có mưa lớn kéo dài, có lúc lượng mưa đến khoảng 200 mm. Mưa lớn dẫn nước về hồ chứa nước đầm Hà Động. Nước lớn từ đó tràn qua mặt đê chính và làm vỡ đập phụ. Khu vực bị vỡ tại đập chứa nước đầm Hà Động thuộc xã Quảng Lợi. Nước tràn vào làm ngập lụt các xã Quảng An, Quảng Lợi, Quảng Lâm, Dực Yên,... Tại thị trấn Đầm Hà, các phố Lý A Coỏng, Chu Văn An nước cũng tràn vào dâng cao khoảng 1m. Gần 5.000 dân của các địa phương này bị nước lũ cô lập..
Bộ trưởng Bộ Xây dựng đề nghị Bộ Nông nghiệp và Phát triển nông thôn với chức năng quản lý nhà nước về hồ đập thủy lợi, tổ chức kiểm tra, xác định nguyên nhân vỡ đập, trong đó tập trung vào chất lượng đập và vận hành các cửa van trong quá trình xả lũ.

## Giao thông
Huyện lỵ là thị trấn Đầm Hà nằm trên quốc lộ 18A cách thành phố Hạ Long 80 km về hướng đông bắc và cách thành phố Móng Cái 50 km về hướng tây nam. Đây cũng là địa phương có tuyến đường cao tốc Vân Đồn - Móng Cái đi qua đã được đưa vào khai thác.

### Đường phố
| Tên đường                   | Vị trí                                   | Dài (m)                                   | Rộng (m)                                  | Ý nghĩa tên gọi, thông tin thêm                            |
| --------------------------- | ---------------------------------------- | ----------------------------------------- | ----------------------------------------- | ---------------------------------------------------------- |
| Hà Quang Vóc                | Từ đường Lỷ A Coỏng đến Cầu Ông Dòng     | 2.340                                     | 6                                         | Anh hùng lực lượng vũ trang nhân dân, quê tại xã Đầm Hà    |
| Lê Lương                    | Từ đường Lỷ A Coỏng đến đường Lỷ A Coỏng | 2.100                                     | 14                                        | Anh hùng lực lượng vũ trang nhân dân, quê tại xã Đầm Hà    |
| Lỷ A Coỏng                  | Đoạn QL18A từ Km226+693 đến Km229+525    | 2.830                                     | 11                                        | Anh hùng lực lượng vũ trang nhân dân, quê tại xã Quảng Lâm |
| Tổng số đường đã đặt tên: 3 | Tổng số đường đã đặt tên: 3              | Tổng chiều dài các đường đã biết: 7.270 m | Tổng chiều dài các đường đã biết: 7.270 m | Tổng chiều dài các đường đã biết: 7.270 m                  |

| Tên phố                 | Vị trí                  | Dài (m)                 | Rộng (m)                          | Ý nghĩa tên gọi, thông tin thêm |                                   |
| ----------------------- | ----------------------- | ----------------------- | --------------------------------- | --- | --------------------------------- |
| Lê Lương                |                         |                         |                                   | |                                   |
| Minh Khai               | Nằm cạnh bờ sông Đầm Hà |                         |                                   | Nguyễn Thị Minh Khai tên khai sinh là Nguyễn Thị Vịnh sinh ngày 1 tháng 11 năm 1910, mất ngày 28 tháng 8 năm 1941 là nhà cách mạng Việt Nam, một trong những người lãnh đạo Đảng Cộng sản Đông Dương trong giai đoạn 1930-1940. |                                   |
| Lê Hồng Phong           |                         |                         |                                   | Lê Hồng Phong (chữ Hán: 黎鴻峰) tên khai sinh là Lê Huy Doãn (1902 – 1942) là một nhà hoạt động cách mạng Việt Nam. Ông là Tổng Bí thư thứ hai của Đảng Cộng sản Đông Dương từ năm 1935 đến năm 1936. Vợ ông, Nguyễn Thị Minh Khai, cũng là một yếu nhân của Đảng trong thời kỳ đầu. |                                   |
| Hoàng Ngân              |                         |                         |                                   | Hoàng Ngân (1921– 17 tháng 7 năm 1949), tên thật là Phạm Thị Vân, là Bí thư Trung ương Hội Phụ nữ cứu quốc Việt Nam (nay là Hội Liên hiệp Phụ nữ Việt Nam) đầu tiên, đảng viên Đảng Cộng sản Việt Nam, Chủ nhiệm đầu tiên của báo Phụ nữ Việt Nam, một trong những người đi đầu của phong trào phụ nữ Việt Nam, vợ của đồng chí Hoàng Văn Thụ.                                                                                                   |                                   |
| Hoàng Văn Thụ           |                         |                         |                                   | Hoàng Văn Thụ (1909 - 1944) là nhà lãnh đạo cao cấp của Trung ương Đảng Cộng sản Đông Dương, người có đóng góp lớn vào phong trào cộng sản Việt Nam và là nhà thơ cách mạng Việt Nam trước Cách mạng tháng Tám năm 1945. |                                   |
| Bắc Sơn                 |                         |                         |                                   | Tên địa danh của huyện |                                   |
| Chu Văn An              |                         |                         |                                   | Chu Văn An (chữ Hán: 朱文安; 1292–1370), tên thật là Chu An, hiệu là Tiều Ẩn (樵隱), tên chữ là Linh Triệt (靈徹), là một nhà giáo, thầy thuốc, quan viên Đại Việt cuối thời Trần. Sau khi mất, ông được vua Trần truy phong tước Văn Trinh công nên đời sau quen gọi là Chu Văn An hay Chu Văn Trinh. Ông được Đại Việt sử ký toàn thư đánh giá là ông tổ của các nhà nho nước Việt. Ông được UNESCO vinh danh là "Danh nhân văn hóa thế giới". |                                   |
|                         |                         |                         |                                   | |                                   |
| Tổng số phố đã đặt tên: | Tổng số phố đã đặt tên: | Tổng số phố đã đặt tên: | Tổng chiều dài các phố đã biết: m | Tổng chiều dài các phố đã biết: m | Tổng chiều dài các phố đã biết: m |